# Liste der Monuments historiques in Gendreville
Die Liste der Monuments historiques in Gendreville führt die Monuments historiques in der französischen Gemeinde Gendreville auf.

## Liste der Immobilien
| Bezeichnung | Beschreibung                     | Standort                 | Kennzeichnung | Schutzstatus | Datum | Bild |
| ----------- | -------------------------------- | ------------------------ | ------------- | ------------ | ----- | ---- |
| Wegekreuz   | Stein, Ende des 15. Jahrhunderts | Place de l’Église (Lage) | PA00107173    | Classé       | 1906  |      |

## Liste der Objekte
| Bezeichnung                                         | Beschreibung                           | Standort                                       | Kennzeichnung | Schutzstatus | Datum | Bild |
| --------------------------------------------------- | -------------------------------------- | ---------------------------------------------- | ------------- | ------------ | ----- | ---- |
| Skulpturengruppe Unterweisung Mariens               | Stein, farbig gefasst, 17. Jahrhundert | in der Kapelle Notre-Dame-de-Bonsecours (Lage) | PM88000383    | Classé       | 1966  |      |
| Skulpturengruppe Mariä Verkündigung                 | Stein, farbig gefasst, 16. Jahrhundert | in der Kapelle Notre-Dame-de-Bonsecours (Lage) | PM88000382    | Classé       | 1966  |      |
| Skulpturengruppe Madonna mit Kind und Johannesknabe | Stein, farbig gefasst, 18. Jahrhundert | in der Kapelle Notre-Dame-de-Bonsecours (Lage) | PM88000384    | Classé       | 1966  |      |
| Skulptur Schutzmantelmadonna                        | Holz, farbig gefasst, 18. Jahrhundert  | in der Kapelle Notre-Dame-de-Bonsecours (Lage) | PM88000385    | Classé       | 1966  |      |